# Díszbogárfélék
A díszbogárfélék (Buprestidae) a bogarak (Coeloptera) rendjébe és a mindenevő bogarak (Polyphaga) alrendjébe tartozó család.
Jól repülő, fémes fényű, közepes vagy nagy testű, hosszúkás testalkatú rovarok. Fajaik többsége a trópusokon él. Nevüket fényes, irizáló színükről kapták. Ez az egyik legnagyobb bogárcsalád, 450 nem mintegy 15 000 faja tartozik ide. A mérsékelt égöv alatt sem hiányoznak, de fajszámuk észak felé fokozatosan csökken és fémes külsejük kevésbé feltűnő, mint a trópusi példányoké. Magyarországon kb. 120 fajuk él, ez nem éri el az összes ismert bogárfaj 1%-át. A nagyobb és különlegesebb színezetű példányok a rovargyűjtők kedvenc célpontjai.

## Morfológia
Formájuk a hengeres vagy hosszúkás alaktól a tojás alakig terjed, hosszúságuk 3 mm–100 mm között van, bár a legtöbb faj kisebb 20 mm-esnél. Ragyogó színekben pompáznak, amik gyakran bonyolult mintázatokban jelennek meg páncéljukon. Az irizálást, ami ezekre a bogarakra jellemző, nem az exoskeletonon található pigmentek okozzák, hanem a kültakarójuk finomszerkezete, ami a fény egyes hullámhosszait bizonyos irányok felé tükrözi vissza. Ez ugyanaz a hatás, ami a CD-lemez hátuljának szivárványszíneit okozza.
Fehér vagy sárgásfehér színű lárváik vakok és lábatlanok. Közül sokan farontó életmódot folytatnak: keresztülrágják magukat különböző növényi gyökereken, fatörzseken, szárakon, leveleken, a fűféléktől a fákig terjedően. Egyes fajok a pusztuló faágakat, mások az élő fát részesítik előnyben; utóbbiak némelyike komoly gazdasági kártételre képes. A lárvák csápjai három ízűek, alsó ajaktapogatóik hiányoznak (ebben térnek el a cincérlárváktól). Két jellegzetes típusuk van: a lapított testűeknél az első tori szelvény korong formájú, a második-harmadik átmenetet képez a vékony potrohszelvényekbe, melyek közül az utolsó egyszerű lekerekített; a majdnem hengeres testűeknél az első tori szelvény nem annyira lapított, kiszélesedett, a többi szelvény pedig megközelítőleg kör keresztmetszetű, az utolsó potrohszelvényen két erősen kitinizált, hegyes toldalékkal.
A családra általában nem jellemző az ivari dimorfizmus, kivétel például a magyar virágdíszbogár (Anthaxia hungarica). Bábozódásuk a kéregben vagy a farészben történhet. Röpnyílásuk jellegzetes szabálytalan ellipszis formájú, melynek felső íve sokkal laposabb az alsónál; néha a csúcsával lefelé fordított, lekerekített háromszög, de csak kevés fajnál kör alakú. Az imágók gyors röptű, a fényt és a meleget kedvelő bogarak.

## Rendszerezés
Rendszertanuk még nem végleges, de úgy tűnik, öt fő leszármazási vonalra oszthatók, amik egyesek szerint alcsaládoknak tekinthetők, 1-2 közülük pedig akár a család rangjáig is emelkedhet. Más rendszerek mintegy 14 alcsaládra osztják. Néhány jellemző alcsalád és nem:
- Agrilinae – kozmopolita, legtöbb faja az északi féltekén fordul elő
- Buprestinae – kozmopolita
  - Calodema – kizárólag Ausztráliában és Új-Guineában fordul elő, általában esőerdőkben
  - Castiarina – kb. 500 fajuk található meg Ausztráliában és Új-Guineában; korábban a Stigmodera alnemének tekintették
- Chrysochroinae
  - Chrysochroa – Délkelet-Ázsia területén, két fajuk Japánban, egy Afrikában őshonos
- Galbellinae
- Julodinae
  - Metaxymorpha – kizárólag Ausztrália, Új-Guinea és Indonézia területén, többnyire esőerdőkben találhatók.
- Polycestinae
  - Stigmodera – 7 leírt fajjal
  - Temognatha – kizárólag Ausztrália és Új-Guinea területén (kb. 83-85 faj), korábban a Stigmodera alnemének tekintették

## Néhány magyarországi fajuk
- Bronzos díszbogár (Aurigena lugubris)
- Fekete díszbogár (Capnodis tenebrionis)
- Fekete virágdíszbogár (Anthaxia quadripunctata) (Linnaeus, 1758)
- Málna karcsúdíszbogár (Agrilus aurichalceus)
- Kanyargós díszbogár (A. cinctus)
- Zöld karcsúdíszbogár (Agrilus viridis)
- Hársfadíszbogár (Lampra rutilans) (Fabricius, 1777)

## Képek

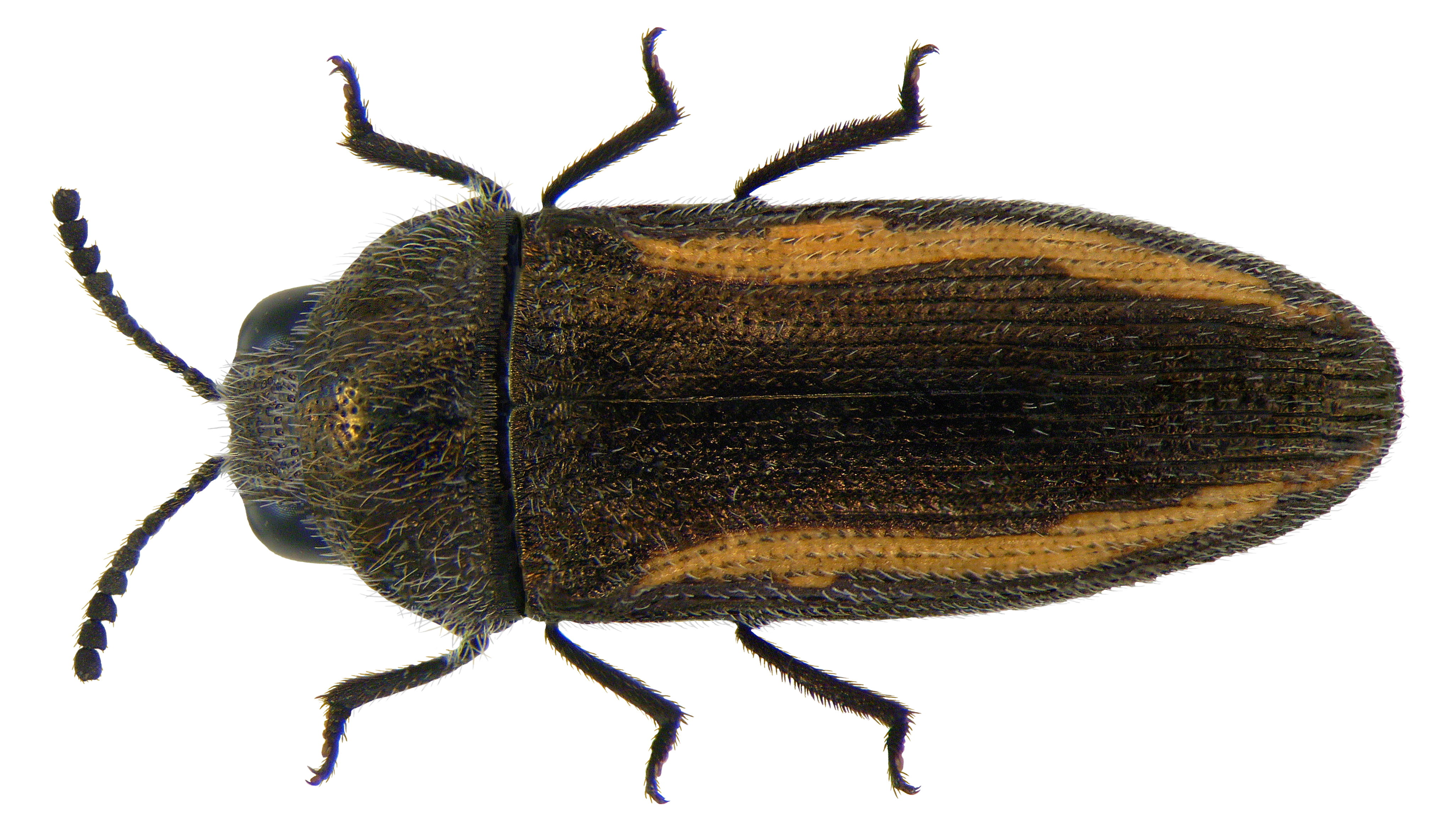
Acmaeodera flavolineata
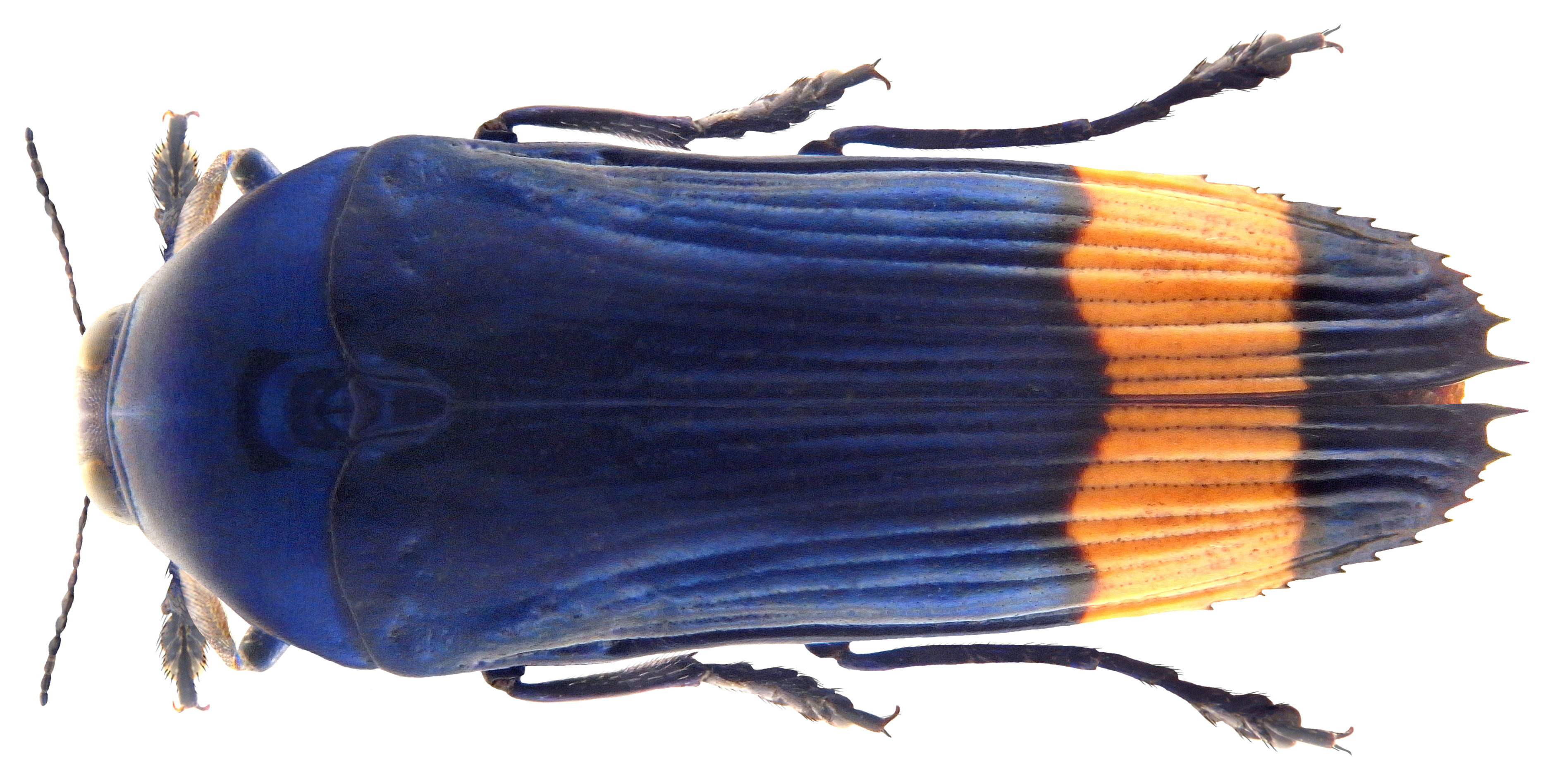
Conognatha amoena
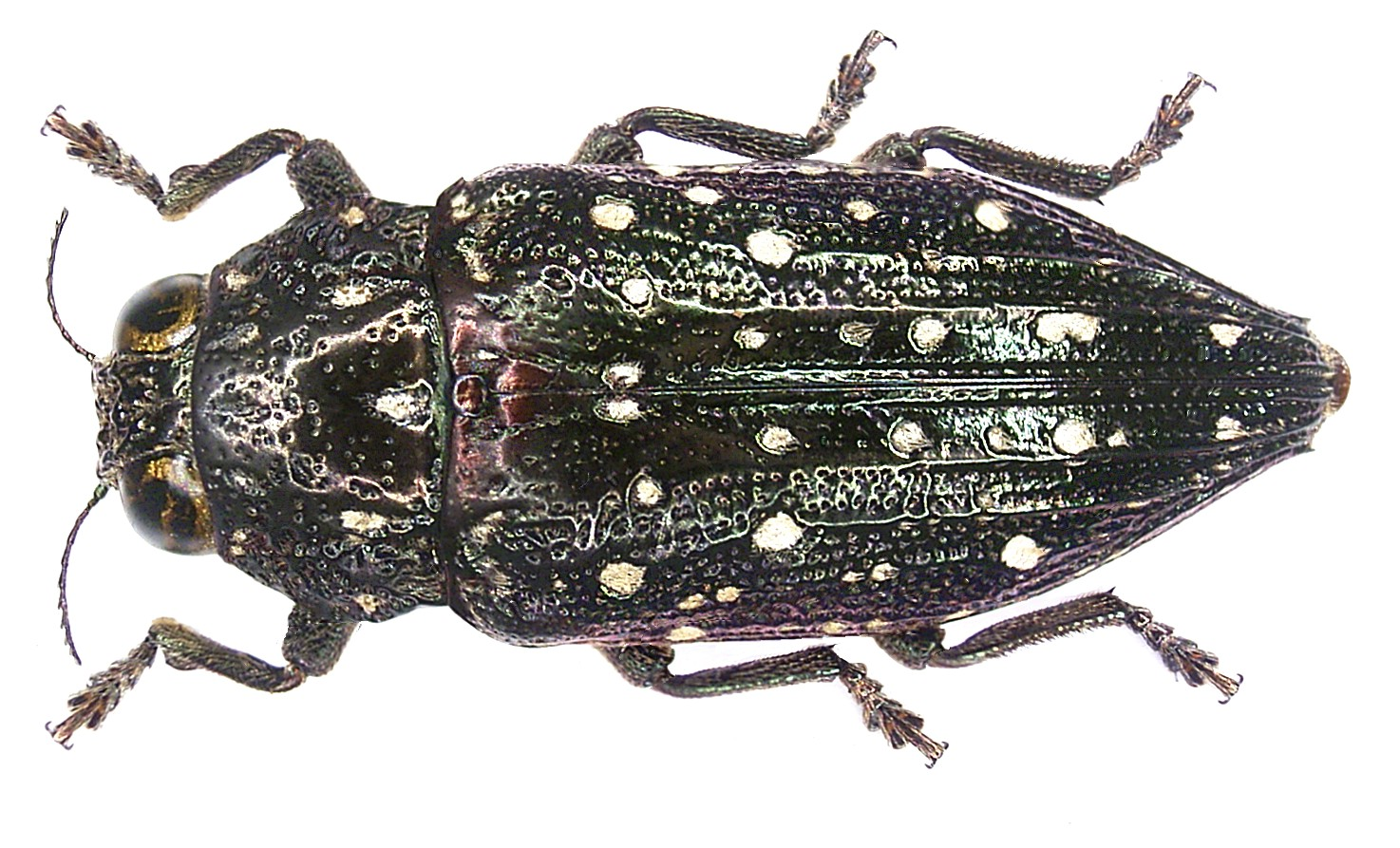
Dicercomorpha albosparsa
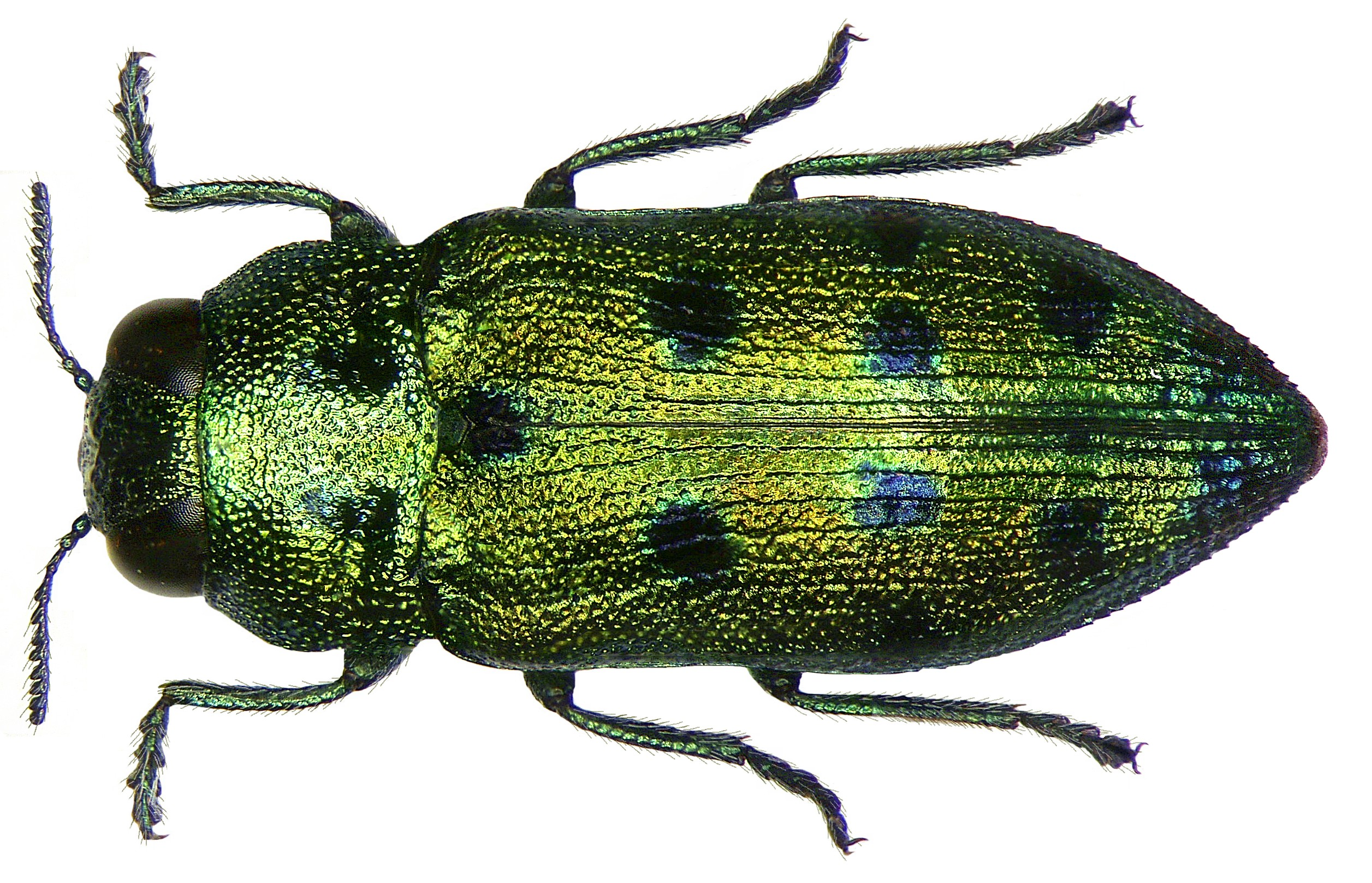
Palmar holzschuhi
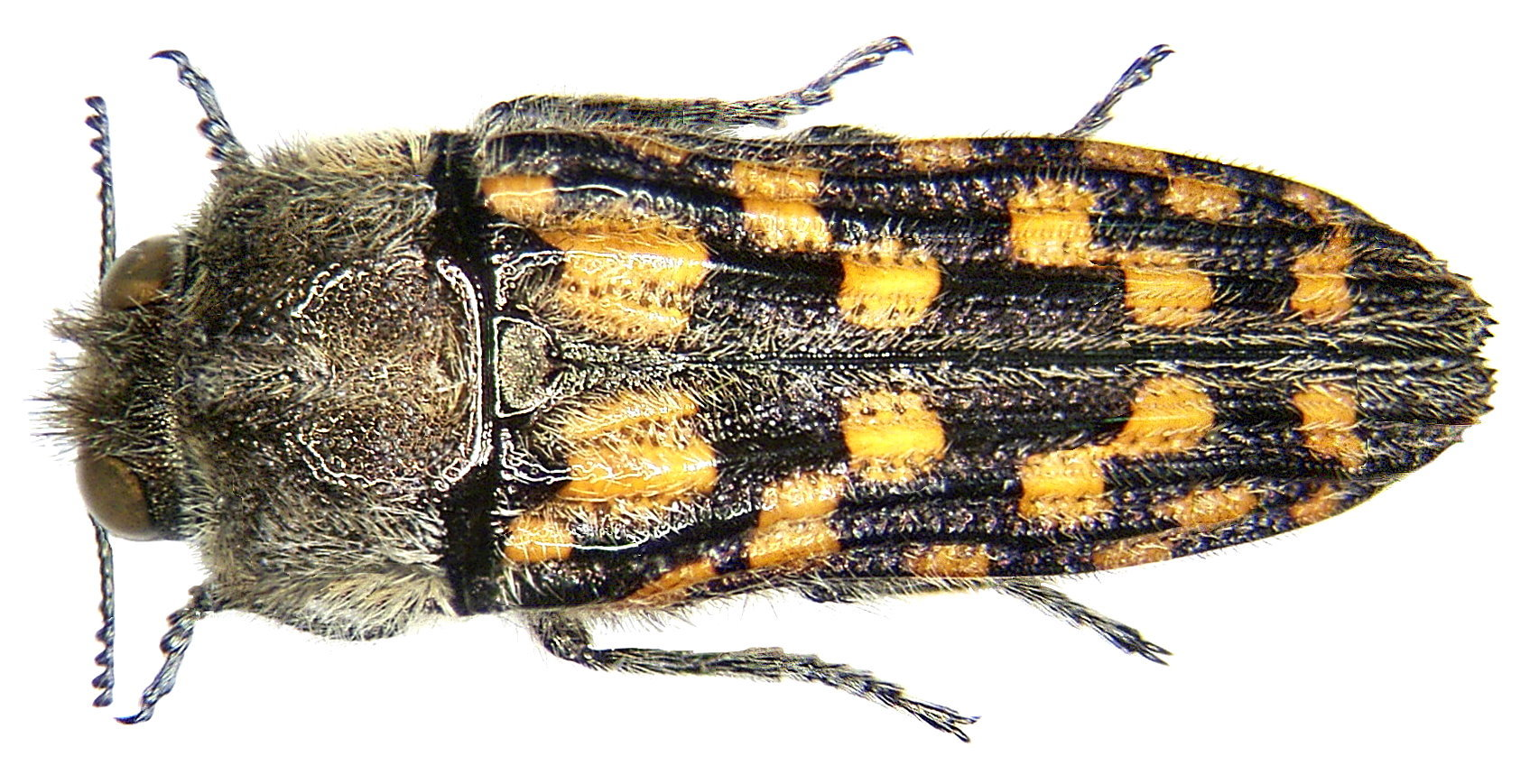
Dactylozodes monterioi
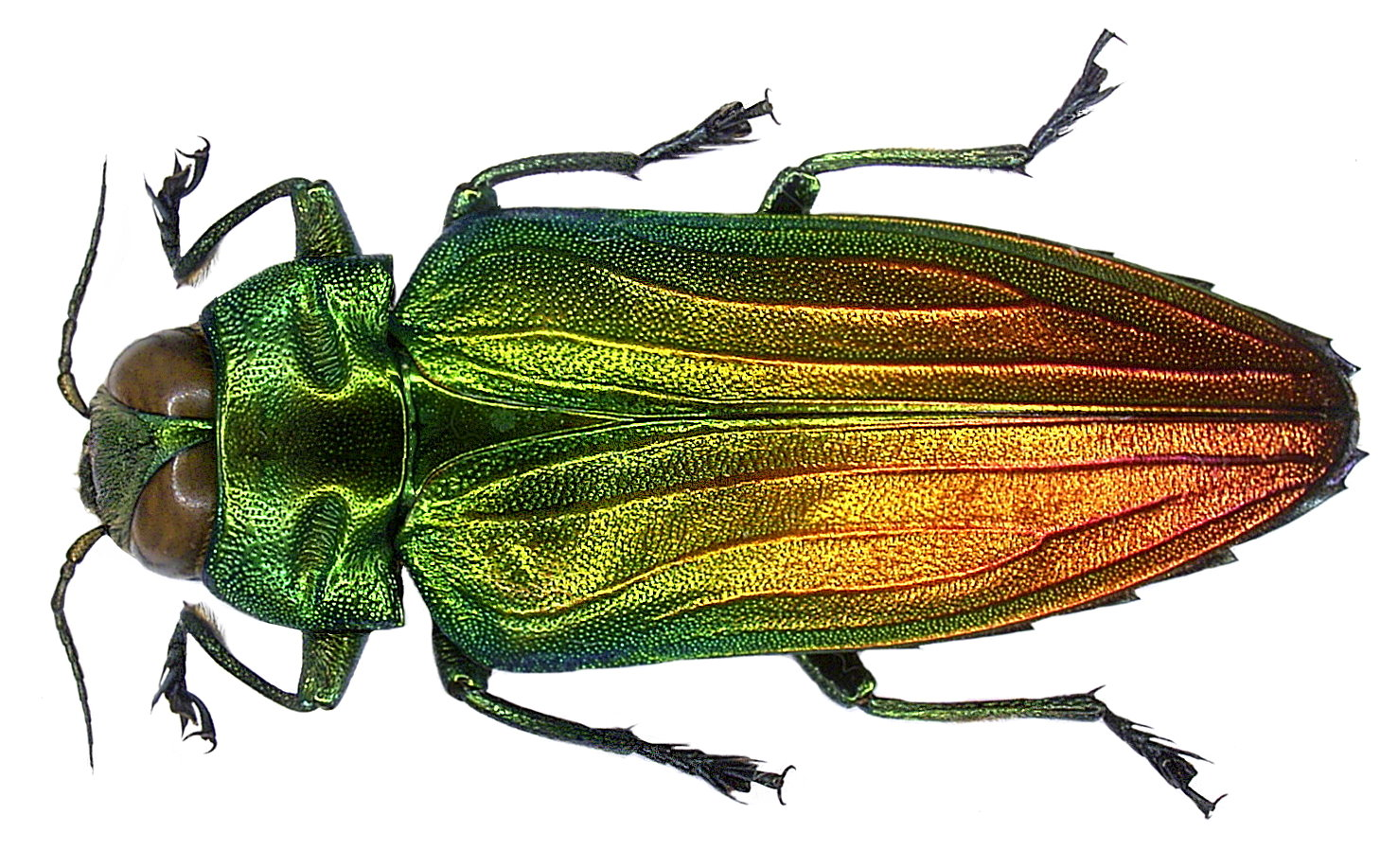
Belionota sumptuosa
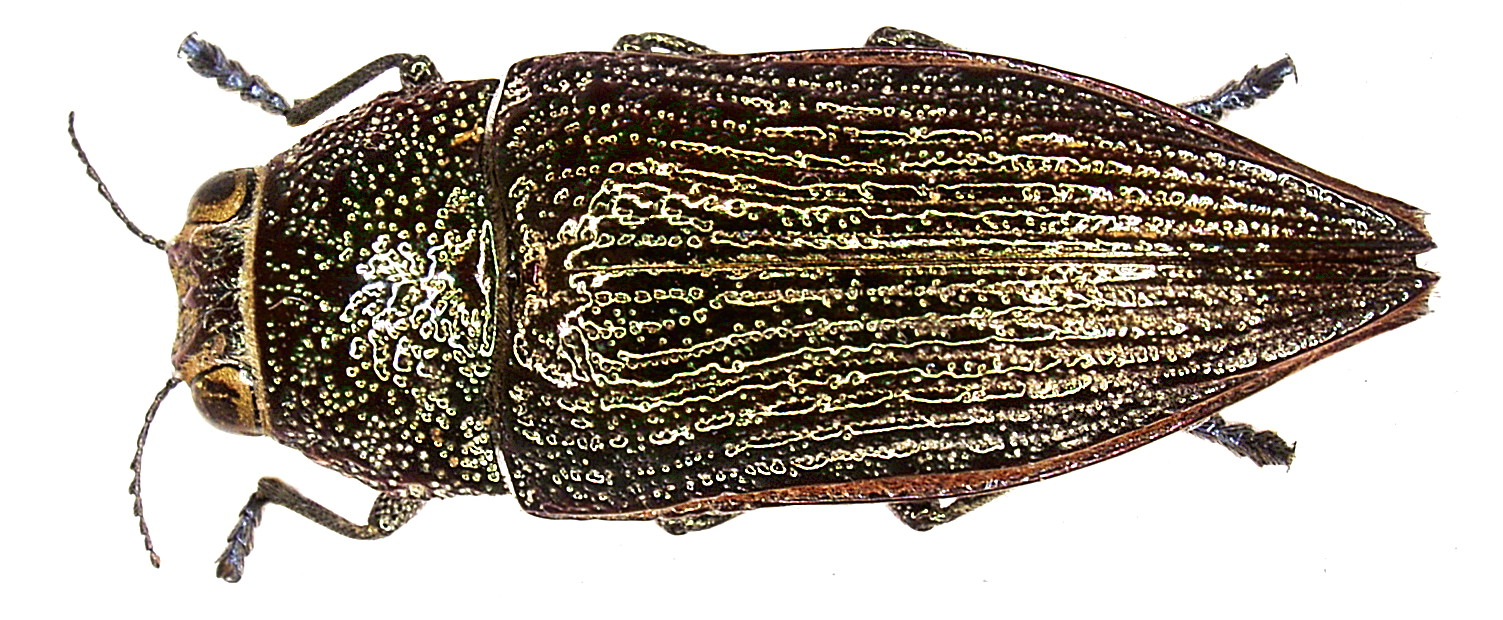
Psiloptera roseocarinata
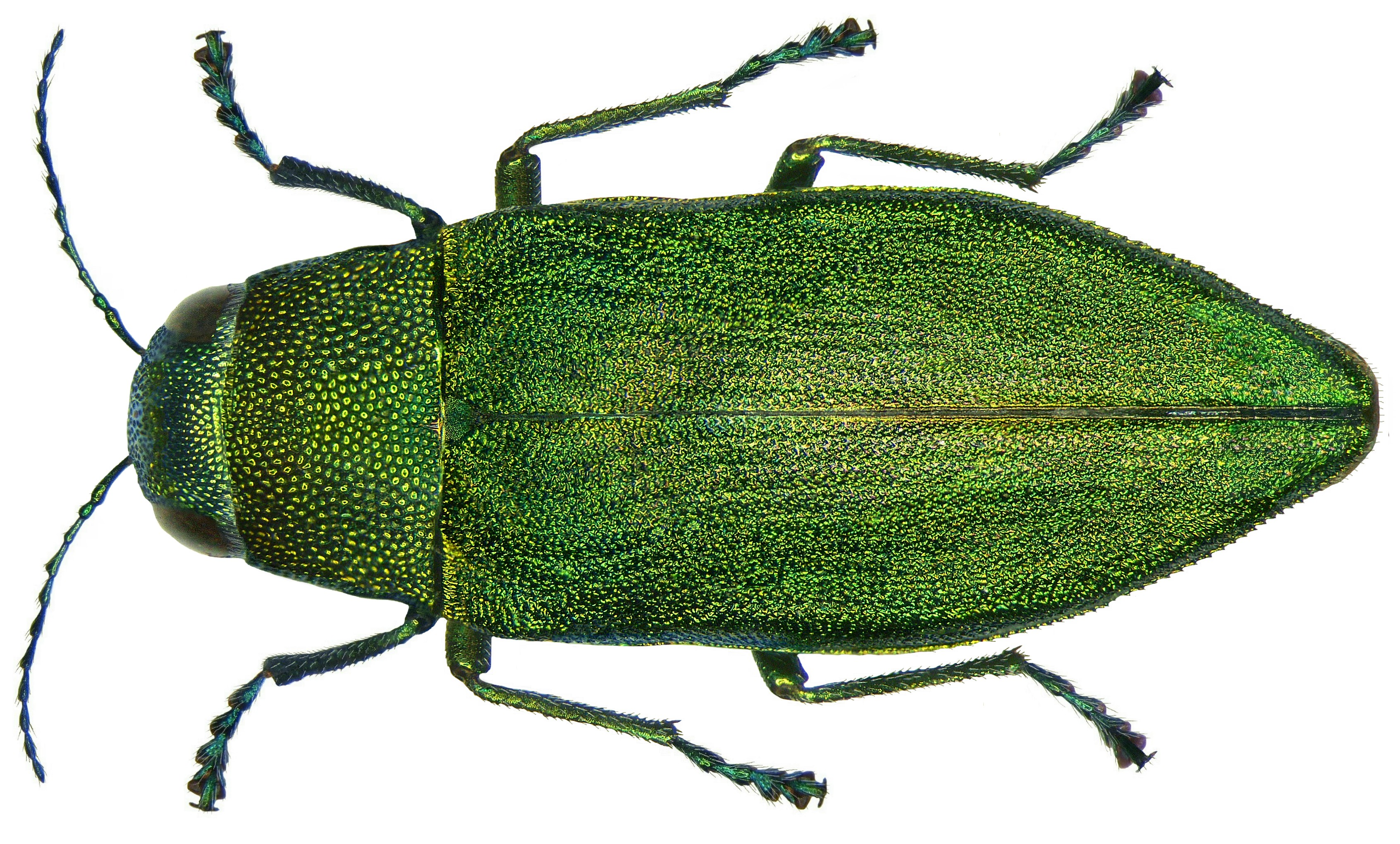
Kisanthobia ariasi curta

## Fordítás
- Ez a szócikk részben vagy egészben  a   Buprestidae című angol Wikipédia-szócikk ezen változatának fordításán alapul.  Az eredeti cikk szerkesztőit annak laptörténete sorolja fel. Ez a jelzés csupán a megfogalmazás eredetét és a szerzői jogokat jelzi, nem szolgál a cikkben szereplő információk forrásmegjelöléseként.